# Кобылинский, Пётр Петрович
Пётр Петрович Кобылинский   (3 марта 1847— после 1919) — тайный советник, сенатор, член правой группы Государственного Совета, общественный деятель, член Совета Русского Собрания.

## Биография
Родился 3 марта 1847 года в Санкт-Петербурге. Сын с.с. Петра Николаевича Кобылинского и Варвары Андреевны, урожд. Костиевской. Окончив курс в Императорском училище правоведения в 1868 году вступил в службу в министерство юстиции, где последовательно проходил должности товарища губернского прокурора и товарища прокурора окружного суда. С 1872 года состоял присяжным поверенным в округе Саратовской судебной палаты. В 1878 году вновь поступил на службу в Государственную канцелярию, в 1885 году перемещен в министерство юстиции чиновником особых поручении V класса при министре, а в 1886 году назначен вице-директором департамента этого министерства. В 1887 году сопровождал министра юстиции при обозрении судебных установлений округов Санкт-Петербургской, Московской, Харьковской и Тифлисской судебных палат. В 1889 году назначен членом консультации, при министерстве юстиции, учреждённой. 12 мая 1899 произведён в тайные советники и назначен сенатором (сначала Гражданского кассационного департамента, затем Первого департамента Правительствующего Сената). С 9 июня 1890 — обер-прокурор 4-го департамента Сената. В 1891 исполнял обязанности обер-прокурора 2-го Общего собрания Сената.
6 мая 1906 назначен членом Государственного Совета (вошёл в правую группу) с оставлением в звании сенатора. В Государственном Совете являлся одним из видных лидеров группы правых, состоял членом бюро группы. Работал во многих комиссиях (зам. председателя комиссии о праве собственности литературной, музыкальной и художественной; председатель комиссии по образованию Холмской губернии и др.). Являлся докладчиком по законопроекту о гражданской ответственности должностных лиц (1916 г.). С 4.12.1907 - член Императорского Человеколюбивого общества и попечитель Ивановского девичьего училища общества. Участник съездов Объединённого дворянства. Член Русского Окраинного Общества. В марте 1914 выступил в качестве члена-учредителя Всероссийского Филаретовского общества народного образования (ВФОНО), возникшего по инициативе В. М. Пуришкевича. На учредительном собрании ВФОНО избран членом Главного правления общества. В 1914—1917 член Совета PC. Награждён всеми российскими орденами до ордена св. Александра Невского включительно. 1 мая 1917, как и все члены Государственного Совета по назначению, был выведен за штат, а 25 октября 1917 окончательно уволен. Дальнейшая судьба неизвестна. Был жив по состоянию на осень 1919 года.
Поэт Эллис (Лев Львович Кобылинский ) - племянник Петра Петровича, сын его сестры Веры.